# Mort permanent
Als jocs de rol, tant per a taula com en format de videojoc, la mort permanent (també coneguda com a permadeath) és una mecànica de jugabilitat en la qual els personatges que moren resten permanentment morts, són eliminats del joc i ja no es poden tornar a utilitzar per jugar. Altres termes menys comuns amb el mateix significat són "mort de personatge" o "mort de jugador". Els jocs sense mort permanent acostumen a permetre que els personatges que siguin assassinats siguin ressuscitats a un estat jugable, una acció que pot costar recursos o que desfà part del progrés que ha fet el jugador.
La mort permanent és un component comú als jocs roguelike i en alguns MMORPG, encara que de vegades s'utilitza en discussions sobre la mecànica dels jocs de rol no electrònics. Ewen Hosie d'IGN afirma que, tot i que els jocs d'acció sovint utilitzen aquest element de joc, no acostuma a comportar una càrrega emocional. El desenvolupador de jocs Andrew Douall identifica la mort permanent com a pilar del disseny de jocs roguelike. Segons Hosie, el roguelike Dwarf Fortress "ni tan sols permet que el jugador guanyi en cap sentit tradicional".
La implementació pot variar àmpliament. Les formes més accessibles de mort permanent poden permetre als jugadors retirar diners o articles alhora que s'apliquen algunes repercussions. Això pot reduir la frustració associada a la mort permanent. Les implementacions més difícils eliminen tot el progrés realitzat. En alguns jocs, la mort permanent és una modalitat o característica opcional de nivells de dificultat més elevats. Les formes extremes de mort permanent poden castigar més als jugadors, com ara a The Castle Doctrine, que té l'opció de prohibir permanentment als usuaris l'accés als seus servidors després morir. Els jugadors podrien preferir jugar a jocs amb mort permanent per l'emoció, el desig de provar la seva habilitat o comprensió de les mecàniques del joc o per l'avorriment pel disseny estàndard de videojocs. Quan les seves accions tenen repercussions, han de prendre decisions més estratègiques i tàctiques. Al mateix temps, els jocs que utilitzen la mort permanent poden afavorir que els jugadors confiïn en la presa de decisions emocionals, intuïtives o no deductives, ja que intenten, amb menys informació, reduir al mínim el risc pels personatges amb els quals s'identifiquen. Els jocs que utilitzen la mort permanent simulen més la vida real. Els jocs amb un fort element narratiu freqüentment eviten la mort permanent.

## Mort permanent als videojocs d'un jugador
Pocs videojocs d'un sol jugador presenten una mort que sigui veritablement permanent, ja que la majoria permet al jugador carregar un joc guardat anteriorment i continuar des de la posició emmagatzemada. El subgènere de jocs rogueliken'és una excepció, on la permadeath és un factor d'alt valor. Tot i que el jugador pot guardar el seu estat i continuar en un moment posterior, el fitxer guardar generalment s'esborra o se sobreescriu, impedint que el jugador reiniciï aquest mateix estat. Els jugadors poden fer-ho tot fent una còpia de seguretat per desar els fitxers, però aquesta tàctica, anomenada "save scumming", es considera trampa. L'ús de la mort permanent en roguelikes va sorgir del joc original que dona nom al gènere, Rogue. Glenn Wichman i Michael Toy, els desenvolupadors del joc, no van incorporar la capacitat de guardar la partida, exigint als jugadors que acabessin el joc en una sola sessió. Quan hi van afegir una mecànica de guardat, van descobrir que els jugadors tornaven a carregar de forma reiterada un fitxer guardat per obtenir els millors resultats, contràriament al disseny del joc, que "volia ser realista". Així, Wichman i Toy van implementar un codi que netejava l'arxiu de guardat cada cop que es carregava per evitar-ho. Aquesta característica es conserva en gairebé tots els derivats de Rogue, així com títols més recents de "roguelike" com Spelunky i FTL: Faster Than Light. En un rar exemple d'un joc fora d'aquest gènere, Doom (2016) té una configuració de dificultat anomenada "Ultra Nightmare" que, cada vegada que es mor, s'obliga el jugador a reiniciar el joc des del principi.
La mort permanent de personatges individuals pot ser un factor als jocs de rol tàctics basats en escamots, com la sèrie X-COM, la sèrie Fire Emblem i Darkest Dungeon. En aquests jocs, el jugador generalment gestiona un elenc de personatges i controla les seves accions en batalles per torns alhora que gestiona els seus atributs i habilitats individuals. Si aquests personatges cauen en combat, el personatge es considera mort per a la resta del joc. És possible tornar a un estat de joc guardat anteriorment, però requereix que el jugador repeteixi la batalla per continuar, arriscant-se a perdre el mateix o altres personatges.